# Lithobius koreanus
Lithobius koreanus är en mångfotingart som först beskrevs av Paik 1961.  Lithobius koreanus ingår i släktet Lithobius och familjen stenkrypare. Inga underarter finns listade i Catalogue of Life.